# Rundfunkmitschnitte der Reichstagssitzungen 1930–1942

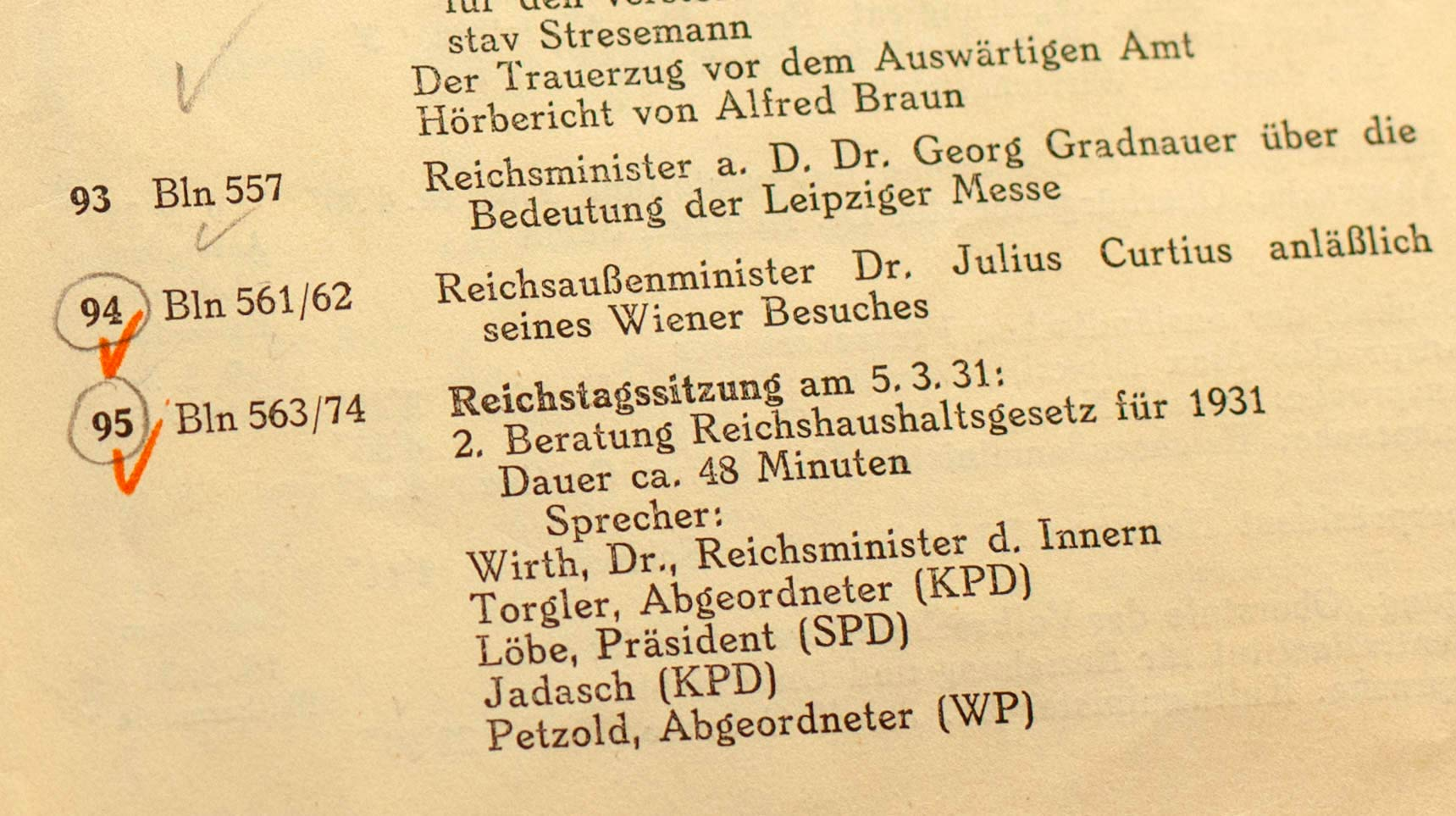
Erschließungstext zu einem Reichstagsmitschnitt vom 5. März 1931

Die Rundfunkmitschnitte der Reichstagssitzungen begannen in der Weimarer Republik 1930 und endeten im Dritten Reich mit einer Rede Adolf Hitlers zum Kriegsverlauf 1942.

## Mikrofon und Standleitung
Der deutsche Rundfunk startete im Jahr 1923. Bereits Mitte der 1920er Jahre war zwischen dem Reichstagsgebäude und dem Studio der Berliner Funkstunde (des Berliner Senders) eine Standleitung verlegt. Die Rundfunktechniker konnten über das am Rednerpult installierte Mikrofon mithören, was im Parlament gesprochen wurde. Es entstand rasch der Wunsch von Seiten der Redaktion, Debatten senden zu dürfen. Obwohl Reichstagspräsident Paul Löbe dies ausdrücklich befürwortete, lehnte es der Ältestenrat des Reichstags aus Gründen der Ausgewogenheit des Rundfunks mehrfach ab. Wenn man Ausschnitte sende, würde immer eine Partei bevorzugt werden, so das Argument. Die Debatte über das Ermächtigungsgesetz am 23. März 1933, mit der Hitler die Weimarer Demokratie abschaffte, war die erste, die „live“ über die Reichssender lief.

## Wachsplatten

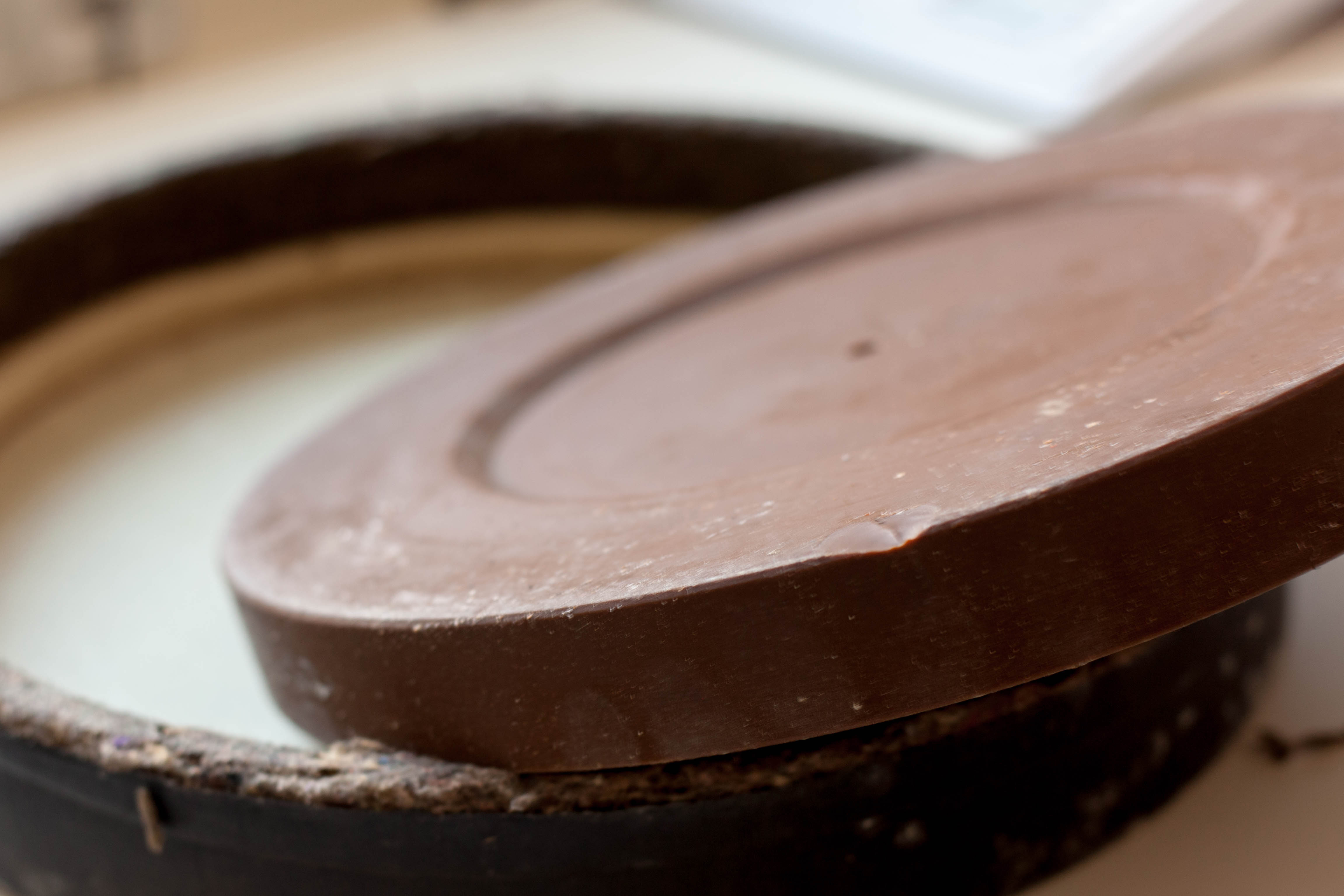
Typische Wachsplatte mit Aufbewahrungsbehälter

Ende der 1920er Jahre reifte eine Aufnahmetechnik heran, die der Rundfunk adaptierte, nämlich der elektromechanische Mitschnitt per Saphir-Nadel auf Wachsplatten. Die etwa 5 cm dicken Scheiben mit einem Durchmesser von rund 40 cm und einem Gewicht von über 2 kg wurden zuvor erwärmt und konnten dann gut 4 Minuten von innen nach außen beschrieben werden. Zur Konservierung der Aufnahme wurden die Rillen mit einem elektrochemischen (galvanischem) Verfahren auf Kupfermatrizen kopiert. Um über das Zeitlimit von 4 Minuten hinauszukommen, führte die Reichs-Rundfunk-Gesellschaft 1929 eine Art Werkbank ein, die aus zwei Wachsplattenspielern bestand. Nach aufwändiger Kalibrierung und Synchronisierung nahm die erste Platte die ersten vier Minuten auf, und während sie sich dem Ende näherte, setzte die zweite Platte den Mitschnitt fort. Umgehend wurde von der ersten Wachsplatte die Kupferfolie gezogen, die Wachsschicht geglättet, und vier Minuten später ging der Prozess dann mit diesem Medium weiter. Von den Kupfermatrizen ließ der Rundfunk in manchen Fällen Schellackplatten pressen, die über eine wesentlich längere Haltbarkeit verfügten.
Die Reichs-Rundfunk-Gesellschaft trat nach den erfolgreichen Tests umgehend ans Parlament heran. Der Ältestenrat berief eine eigens dafür anberaumte Abhörsitzung ein. Die Parlamentarier zeigten sich begeistert von der Tonqualität und ermunterten die Rundfunkkollegen zu weiteren Mitschnitten, von denen jedoch keiner ausgestrahlt wurde. Der erste längere Mitschnitt entstand während der 7. Sitzung der 5. Wahlperiode am 3. Dezember 1930. Im Kern stand der katastrophale Reichshaushalt, mit Reden des KPD-Abgeordneten Ernst Torgler und des Reichsfinanzministers Hermann Dietrich.
Am 12. Juni 1930 hielt der SPD-Abgeordnete und Parlamentspräsident Paul Löbe eine Ansprache im Rundfunk, in der er angesichts der Tonaufnahmemöglichkeit die Einwände gegen die Übertragung von Reichstagsdebatten für hinfällig erklärte. Er plädierte für eine zeitversetzte „gelegentliche Übertragung besonders wichtiger Sitzungen“, bei denen alle Fraktionssprecher in etwa gleich lang auftreten sollten. Der Ältestenrat lehnte auch diesen Vorstoß mehrheitlich ab.
Mit der 8. Sitzung der 4. Wahlperiode des Großdeutschen Reichstags am 26. April 1942 enden die auf Schellackplatten überlieferten Tondokumente von Parlamentsdebatten. Hitler stellte ins Zentrum seiner von Reichstagspräsident Göring umrahmten Rede das Thema der Ausrottung des „Weltjudentums“ und Englands: „Der neue Krieg wird mit einer Katastrophe für das britische Weltreich enden.“ Zum Russlandfeldzug sagte er, die „Fortsetzung des Kampfes im Osten [dauert] solange, bis der bolschewistische Koloß zertrümmert ist.“ Und er schloss die Rede mit „Der Verlust des Krieges würde unser Ende sein.“ Danach fanden keine weiteren Reichstagssitzungen mehr statt.

## Bruchstückhafte Überlieferung
Sowohl die Reichstagsregistratur als auch sämtliche Akten der Berliner Funkstunde im Haus des Rundfunks sind verschollen. Deswegen kann weder nachvollzogen werden, wie die Entscheidungen im Rundfunk abliefen, was mitgeschnitten werden sollte, noch, welche Rolle das Parlament bei der Auswahl spielte. Auch ist völlig unklar, wie viele Tonträger verschollen sind.
Gegen Ende des Zweiten Weltkriegs entschied das Propagandaministerium unter Joseph Goebbels, große Mengen an Folien und Schellackplatten aus dem umkämpften Berlin zu schaffen. Tausende fanden die Alliierten 1945 in einer Salzmine bei Grasleben. Die Briten brachten die Schellackplatten nach London zur BBC, wo die Reichstagsmitschnitte von deutschen Kriegsgefangenen erschlossen und katalogisiert wurden.
Mit der Gründung des Deutschen Rundfunkarchivs gelangten dann in der zweiten Hälfte der 1950er Jahre Kopien auf Studiotonband nach Frankfurt, wo sie weiter erschlossen und viel später digitalisiert wurden. Die Originalplatten befinden sich nicht mehr bei der BBC, sondern im British Library Sound Archive.
Im Archivradio lief im März 2018 erstmals der Komplettmitschnitt fast aller erhaltenen Sitzungen bis zu Hitlers Machtergreifung.